# Phil Collins (żużlowiec)
Phil Collins, właśc. Philip David Collins (ur. 2 czerwca 1960 w Manchesterze) – brytyjski żużlowiec, występujący również na długim torze.

## Życiorys

### Kariera sportowa
Dwukrotny finalista IMŚ – rok 1983 oraz 1985 – (jako rezerwowy). Dwa razy został powołany na DMŚ – srebrny medal i brązowy medal. Dwa razy zakwalifikował się do finałów IMŚ na długim torze. Siedem razy był w finałach mistrzostwach Wielkiej Brytanii. Dwa razy wystąpił w finałach w kategorii juniorskiej, zdobył mistrzostwo w roku 1978. Dwa razy wygrał z Cradley Heath Heathens mistrzostwo ligi brytyjskiej.
Czterokrotnie startował w IM USA na torach amerykańskich.

### Życie prywatne
Brat Petera Collinsa, Lesa Collinsa, Neila Collinsa i Steve’a Collinsa, również żużlowców.

## Przynależność klubowa
Wielka Brytania
- Ellesmere Port Gunners (1976–1978)
- Birmingham Brummies (1978)
- Bristol Bulldogs (1978)
- Hull Vikings (1978)
- Cradley Heath Heathens (1979–1986)

## Osiągnięcia
Indywidualne Mistrzostwa Świata
- 1983 –  Norden – 13. miejsce – 4 pkt → wyniki
- 1985 –  Bradford – jako rezerwowy – nie startował → wyniki

Drużynowe Mistrzostwa Świata
- 1984 –  Leszno – 2. miejsce – 7 pkt → wyniki
- 1985 –  Long Beach – 3. miejsce – 2 pkt → wyniki

Indywidualne Mistrzostwa Świata na długim torze
- 1982 –  Korskro – 18. miejsce – 0 pkt → wyniki
- 1986 –  Pfarrkirchen – 13. miejsce – 5 pkt → wyniki

Indywidualne Mistrzostwa Wielkiej Brytanii
- 1980 – Coventry – 3. miejsce – 11 pkt → wyniki
- 1981 – Coventry – 11. miejsce – 6+1 pkt → wyniki
- 1982 – Coventry – 6. miejsce – 10 pkt → wyniki
- 1983 – Coventry – 7. miejsce – 9 pkt → wyniki
- 1984 – Coventry – 15. miejsce – 3 pkt → wyniki
- 1985 – Coventry – 4. miejsce – 11 pkt → wyniki
- 1986 – Coventry – 2. miejsce – 13 pkt → wyniki

Młodzieżowe Indywidualne Mistrzostwa Wielkiej Brytanii
- 1977 – Canterbury – 2. miejsce – 12 pkt → wyniki
- 1978 – Canterbury – 1. miejsce – 15 pkt → wyniki

Indywidualne Mistrzostwa USA
- 1988 – Costa Mesa – 2. miejsce – 11 pkt → wyniki
- 1989 – Costa Mesa – 3. miejsce – 10+3 pkt → wyniki
- 1990 – Costa Mesa – 10. miejsce – 7 pkt → wyniki
- 1991 – Costa Mesa – 7. miejsce – 9 pkt → wyniki